# Not Another Happy Ending
Not Another Happy Ending este un film britanic de comedie romantică din 2013, regizat de John McKay , cu Karen Gillan , Stanley Weber și Freya Mavor în rolurile principale . Produs de Claire Mundell și Wendy Griffin și scris de David Solomons, filmul a avut premiera la Festivalul Internațional de Film de la Edinburgh pe 30 iunie 2013.